# إشارة (اتصالات)

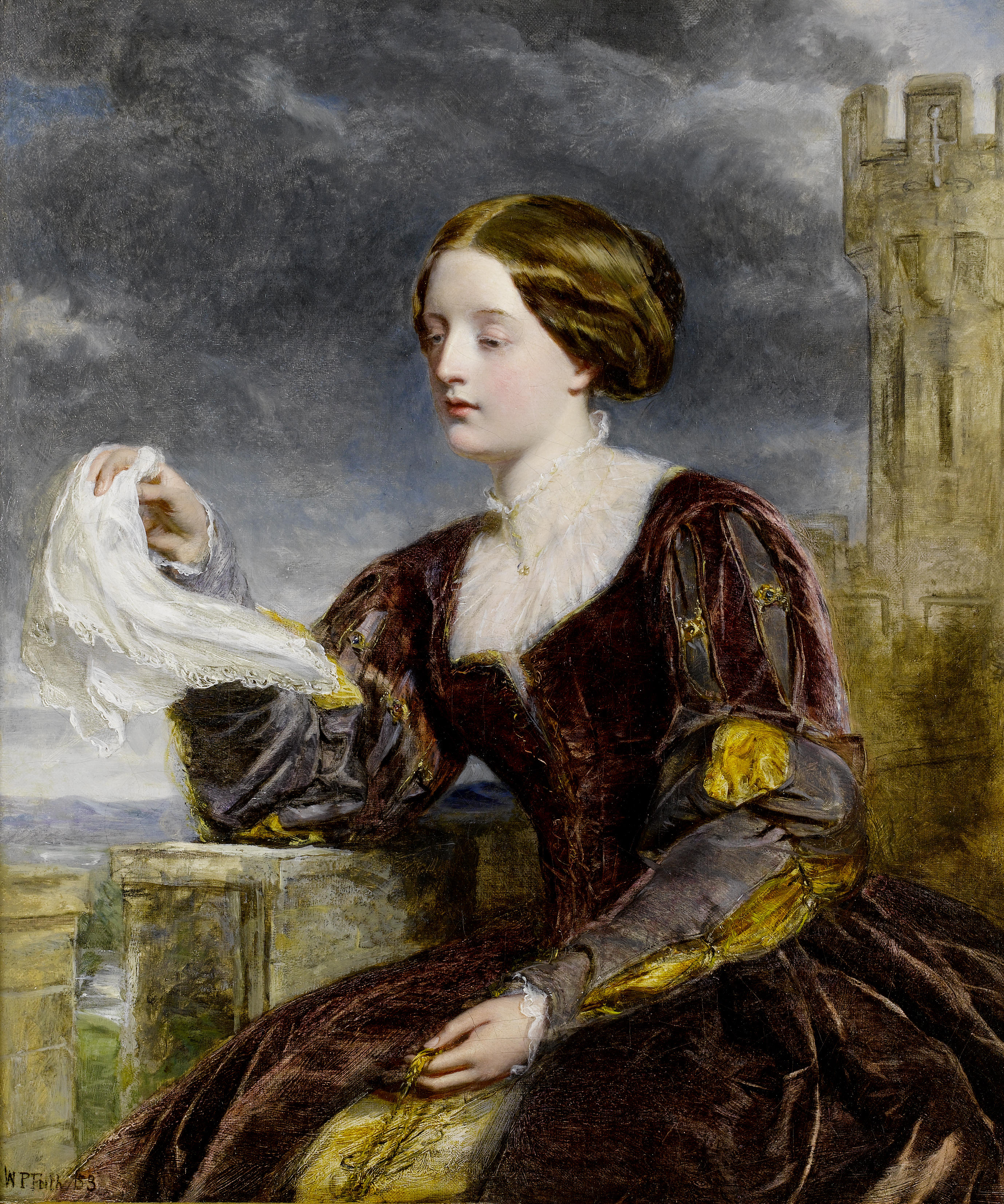

الإشارة هي كمية متغيرة زمنيا أو مكانيا ويمكنها حمل البيانات ونقل المعلومات وتنقسم الإشارات من إلى قسمين :
- إشارة مستمرة
- إشارة متقطعة

وتنقسم كذلك من حيث الزمن والسعة إلى:
- إشارة رقمية
- إشارة متناظرة

ويتم تحليل الإشارات الكهربية في :
- مجال الزمن
- مجال التردد.[1][2][3]